# Chorozinho-de-costas-manchadas
Formigueirinho-de-dorso-manchado ou chorozinho-de-costas-manchadas (Herpsilochmus dorsimaculatus) é uma espécie de ave da família Thamnophilidae.
Pode ser encontrada nos seguintes países: Brasil, Colômbia e Venezuela.
Os seus habitats naturais são: florestas subtropicais ou tropicais húmidas de baixa altitude.